# Artemisprogrammet
Artemisprogrammet är ett bemannat rymdprogram som genomförs av den amerikanska rymdstyrelsen NASA i samarbete med bland annat ESA och privata amerikanska företag, i syfte att genomföra en bemannad månlandning på månens sydpol år 2027 genom Artemis III uppdraget, och redan under april 2026 planeras Artemis II som ska vara ett omlopp runt månen och den första bemannade resan under Artemis-programmet. Den ska fungera som förberedande uppdrag till första månstigningen på runt 55 år.  
NASA anger att programmet är ett första steg mot att i ett senare skede genomföra bemannade rymdfärder till Mars. NASA menar att Artemisprogrammet möjliggör att pröva ny teknik, möjligheter och samarbetsmodeller som kan göra en bemannad marsexpedition möjlig. Utöver detta anger NASA att syftet med programmet bland annat innefattar att etablera ett amerikanskt ledarskap och strategisk närvaro på månen, bredda och fördjupa samarbeten med internationella och kommersiella aktörer samt inspirera en ny generation till karriärer inom teknik, matematik och ingenjörsvetenskap.
Artemisprogrammets primära uppskjutningsfarkost är Space Launch System (SLS) som kan bära rymdfarkosten Orion vilken utgår från ett snarlikt koncept som Apolloprogrammets kommando- och servicemodul Apollo CSM. NASA avser också att använda raketer utvecklade av privata aktörer för vissa obemannade uppdrag. Som en del av Artemisprogrammet avses också en rymdstation med namnet Lunar Gateway att placeras i omloppsbana runt månen.
Artemisprogrammet namngavs i maj 2019 och fick sitt namn efter Artemis, jaktens och månens gudinna i grekisk mytologi som var Apollons tvillingsyster - en koppling till Apolloprogrammet. Programmets första rymdfärd, den obemanande Artemis 1, sköts upp den 16 november 2022.

## Historik
Artemisprogrammet innefattar flera komponenter som utvecklats som en del av tidigare, nu inställda, program och planerade rymdfärder såsom Constellationprogrammet och Asteroid Redirect Mission. Constellationprogrammet inleddes formellt efter beslut av president George W. Bush 2005 och innefattade planer på bemannade rymdfärder till månen och Mars. Inom ramen för projektet utvecklades bland annat rymdraketerna Ares I och Ares V samt rymdfarkosten Orion MPCV. Programmets syfte var att möjliggöra bemannade rymdfärder efter rymdfärjeprogrammets avveckling 2010.
Den av president Barack Obama tillsatta Augustine-kommittén drog 2009 slutsatsen att Constellationprogrammet skulle behöva en kraftigt ökad finansiering för att ha en rimlig möjlighet att uppfylla sitt dåvarande mål att sätta människor på månen innan 2020. I ett officiellt uttalande från Vita huset sades att programmet hade överskridit budgeten och var efter tidplanen. Detta föranledde att Obama i samband med fastställandet av NASA:s budget för 2011 avvecklade Constellationprogrammet till förmån för obemannade rymdfärder och att i samverkan med privata företag utveckla teknik och metoder för bemannade rymdfärder bortom jordens låga omloppsbana. Obama utlovade ökade anslag på 6 miljarder dollar och menade att en ny rymdraket skulle utvecklas till 2015 och att bemannade marsexpeditioner torde vara möjliga i mitten av 2030-talet.
Den 30 juni 2017 utfärdade president Donald Trump en exekutiv presidentorder som återinrättade National Space Council under ledning av vicepresident Mike Pence. Även om Trump i sitt första budgetförslag kraftigt reducerade NASA:s anslag till bland annat forskning om jorden behölls de projekt som inletts under Obama såsom Space Launch System (SLS).
Den 11 december 2017 utfärdade Trump Space Policy Directive 1 som fastslog att riktningen för USA:s rymdpolitik skulle vara att leda ett samarbete mellan statliga och kommersiella aktörer för att genomföra bemannade månlandningar och i ett senare skede bemannade expeditioner till Mars. Direktivet kom att medföra starten för ett nytt rymdprogram och i mars 2019 meddelade vicepresident Pence att målsättningen var att genomföra en bemannad månlandning 2024. I maj 2019 gavs programmet namnet Artemisprogrammet.
Efter presidentvalet i USA 2020 uttryckte den nyvalde presidentens, Joe Biden, regering att den stödde programmets fortsättning. 
Programmets första rymdfärd, Artemis 1, som var planerad redan när programmet inrättades hade ursprungligen planerats till 2017.  Efter inrättandet av programmet kom denna att planeras till 2020, något som dock ganska snart flyttades till 2021 för att sedan flyttas framåt ytterligare.  Efter flera misslyckade uppskjutningsförsök kunde så Artemis 1 skjutas upp den 16 november 2022.
Den 3 april 2023 presenterade NASA och den kanadensiska rymdfartsstyrelsen CSA besättningen till den första bemannade rymdfärden: Reid Wiseman, Victor Glover, Christina Koch och Jeremy Hansen.

## Debatt

### Frågan om Lunar Gateway
Artemisprogrammet har omgärdats av viss debatt och kritik. Bland annat har den föreslagna rymdstationen i omloppsbana runt månen, Lunar Gateway, varit föremål för diskussion. Debattören Mark Whittington anförde i tidningen The Hill att utvecklingen av rymdstation kostar stora belopp och att billigare lösningar finns för handen. Whittington argumenterar för att istället skjuta upp månlandare och Orionfarkosten separat och låta dessa docka i omloppsbana runt månen såsom avsågs i Constellationprogrammet. Detta menar han skulle vara avsevärt billigare.
Boeing, som är huvudentreprenör för tillverkning och utveckling av Space Launch System (SLS), argumenterar för att tidigt implementera ett ytterligare steg i SLS benämnt Exploration Upper Stage (EUS). Washington Post rapporterade i december 2019 att Boeing vill att Artemis 3 flygs med EUS och menar att Lunar Gateway då blir helt onödig och att flygning då kan genomföras direkt till månen. EUS befann sig emellertid fortfarande på utvecklingsstadiet vid denna tidpunkt. Chefen för NASA, Jim Bridenstine, hävdade å andra sidan att NASA:s bedömning var att EUS knappast skulle vara operativ år 2024 och att man därmed inte skulle kunna hålla den tidplan som fastställts av Vita huset. Bridenstine uppgav vidare till Washington Post att Lunar Gateway var en hörnsten i Artemisprogrammet och att rymdstationen kommer att medge mycket bättre informationsöverföring till jorden med exempelvis insamlade data och att det är en förutsättning för att kunna landa på månens sydpol där man på sikt spekulerar att utnyttja vattnet som finns i form av is. Bridenstine hävdar att programmet, tvärtemot vad andra argumenterat för, blir billigare med Lunar Gateway.
Lunar Gateway har också kritiserats av bland annat NASA:s tidigare chef, numera undersekreterare för forskning och utveckling vid USA:s försvarsdepartement, Michael D. Griffin som under sin tid hade ansvaret för Constellationprogrammet. Edwin "Buzz" Aldrin, tidigare astronaut och kommandomodulspilot på Apollo 11 (den första lyckade månlandningen), har kallat idén att använda en rymdstation för månlandningar "absurd".

### Finansiering och tidplan
En stötesten för Artemisprogrammet är dess finansiering. Bridenstine begärde för budgetåret 2020 ett tillskott till NASA om 1,6 miljarder dollar för att finansiera programmet. Källor till tekniktidningen Ars Technica uppger att programmet av NASA beräknas kosta årligen 6-8 miljarder dollar utöver myndighetens befintliga årsbudget på 20 miljarder dollar. Bridenstine har under 2019 bedrivit en intensiv kampanj för att vinna politiskt stöd i USA:s kongress som beslutar om budgeten. Artemisprogrammets finansiering och tidplan har mötts av stor skepsis bland demokraterna men representanthusets talman Nancy Pelosi (D) har sagt att hon i sak stöder Artemisprogrammet och dess mål men att informationen om kostnader och tidplan inte var tillfredsställande.
Att tidplanen kommer hålla har ifrågasatts bland annat ur perspektivet att utvecklingen och tillverkningen av SLS lider av stora förseningar och det därmed inte är säkert att Boeing kommer klara av att leverera raketer i den takt som planeras. Dessutom finns osäkerhet kring om SLS Block 1B som behövs för expeditioner bortom 2024 kommer att vara färdigutvecklad i tid.

## Rymdfärder

### Testflygningar av Orion
Innan Artemis 1 har tre obemannade testflygningar genomförts som en del av utvecklingen av rymdfarkosten Orion. Den första var ett test av Orions räddningsraket som framgångsrikt genomfördes den 6 maj 2010.
Den andra flygningen var Exploration Flight Test-1 som flögs den 5 december 2014. Detta var Orions första rymdfärd och rymdfarkosten nådde därvid en höjd av c:a 5800 km vilket är 15 gånger högre än internationella rymdstationens omloppsbana. Under de två varv runt jorden som rymdfarkosten tillryggalade testades flertalet av farkostens system såsom mjukvaran och höjdkontroll. Vidare testades fallskärmarna, värmeskölden och proceduren vid havslandning.
Den tredje flygningen som ägt rum innan Artemis 1 är Ascent Abort-2 den 2 juli 2019 som ytterligare testade räddningsraketen.
| Flygning                  | Symbol                             | Uppskjutning                                         | Uppskjutningsfarkost      | Utfall | Varaktighet           |
| ------------------------- | ---------------------------------- | ---------------------------------------------------- | ------------------------- | ------ | --------------------- |
| Pad Abort-1               |                                    | - 6 maj 2010 - White Sands LC-32E                    | Orion Launch Abort System | Lyckad | 95 sekunder           |
| Exploration Flight Test 1 | Exploration Flight Test-1 insignia | - 5 december 2014, 12:05 UTC - Cape Canaveral SLC-37 | Delta IV Heavy            | Lyckad | 4 timmar 24 minuter   |
| Ascent Abort-2            | Ascent Abort-2 insignia            | - 2 juli 2019, 11:00 UTC - Cape Canaveral SLC-46     | Orion Abort Test Booster  | Lyckad | 3 minuter 13 sekunder |

### Planerade rymdfärder
Alla planerade rymdfärder avses skjutas upp från Kennedy Space Center Launch Complex 39B som tidigare använts av Apollo 10 och rymdfärjeprogrammet. Den första rymdfärden, den obemannade Artemis 1, färdades till månen och lade sig i omloppsbana under sex dagar och för att sedan färdas tillbaka till jorden i syfte att testa rymdfarkosten och dess system. Den första bemannade rymdfärden är Artemis 2 som kommer att genomföra en förbiflygning av månen. Slutligen planeras Artemis 3 landa med astronauter på månens yta.
| Flygning  | Symbol                   | Uppskjutning     | Besättning                                                | Uppskjutningsfarkost | Varaktighet |
| --------- | ------------------------ | ---------------- | --------------------------------------------------------- | -------------------- | ----------- |
| Artemis 1 |                          | 16 november 2022 | Obemannad                                                 | SLS Block 1 Crew     | ~25 dagar   |
| Artemis 2 | Designas av besättningen | November 2024    | - Reid Wiseman Victor Glover Christina Koch Jeremy Hansen | SLS Block 1 Crew     | ~10 dagar   |
| Artemis 3 | Designas av besättningen | 2025             | TBA                                                       | SLS Block 1 Crew     | ~30 dagar   |
| Artemis 4 | Designas av besättningen | September 2028   | TBA                                                       | SLS Block 1B Crew    | ~30 dagar   |
| Artemis 5 | Designas av besättningen | September 2029   | TBA                                                       | SLS Block 1B Crew    | ~30 dagar   |

### Föreslagna rymdfärder
NASA har föreslagit att en rymdfärd till månen genomförs årligen efter Artemis 3.
| Flygning   | Uppskjutning | Besättning | Uppskjutningsfarkost | Varaktighet |
| ---------- | ------------ | ---------- | -------------------- | ----------- |
| Artemis 6  | 2030         | TBA        | SLS Block 1B Crew    | ~30 dagar   |
| Artemis 7  | 2031         | TBA        | SLS Block 1B Crew    | ~30 dagar   |
| Artemis 8  | 2032         | TBA        | SLS Block 1B Crew    | ~60 dagar   |
| Artemis 9  | 2033         | TBA        | SLS Block 2 Crew     | ~60 dagar   |
| Artemis 10 | 2034         | TBA        | SLS Block 2 Crew     | ~60 dagar   |
| Artemis 11 | 2035         | TBA        | SLS Block 2 Crew     | ~60 dagar   |